# ديلان تشيتشك دنيز
ديلان تشيشيك دنيز (من مواليد 28 فبراير 1995 في مدينة سيواس في تركيا) هي ممثلة وعارضة أزياء تركية. كان أول ظهور لها على الشاشة سنة 2013 في فيلم شهر العسل، شاركت في مسلسل بنات الشمس ومسلسل الحلوات الصغيرات الكاذبات بالنسخة التركية، اشتهرت بدور سنا كوشوفالي في مسلسل الحفرة.
وفي 2014 شاركت في مسابقة ملكة جمال تركيا وأحرزت المركز الثاني بعد أمينة جولشن. 

## أعمالها
| المسلسلات التلفزيونية | المسلسلات التلفزيونية     | المسلسلات التلفزيونية | المسلسلات التلفزيونية |
| السنة                 | الإسم                     | الدور                 | ملاحظات               |
| --------------------- | ------------------------- | --------------------- | --------------------- |
| 2014                  | مد جزر                    | نفسها                 | ضيفة شرف              |
| 2015                  | الحلوات الصغيرات الكاذبات | إبرو                  | دور البطولة           |
| 2015                  | بنات الشمس                | أليف                  | دور ثانوي             |
| 2016−2017             | حكاية بودروم              | سو أرغوفان            | دور البطولة           |
| 2017−2019             | الحفرة                    | سنا كوشوفالي          | دور البطولة           |
| 2020                  | اللهيب                    | رويا                  | دور البطولة           |
| على الإنترنت          |                           |                       |                       |
| السنة                 | الإسم                     | الدور                 | ملاحظات               |
| 2020                  | Yarım Kalan Aşklar        | أليف أوراز أوغلو      | دور البطولة           |
| الأفلام               |                           |                       |                       |
| السنة                 | الإسم                     | الدور                 | ملاحظات               |
| 2013                  | شهر العسل                 | إبرو                  | دور ثانوي             |
| 2020                  | طريق واحد إلى الغد        | ليلى                  | دور البطولة           |

## روابط خارجية
- ديلان تشيتشك دنيز على موقع IMDb (الإنجليزية)
- ديلان تشيتشك دنيز على موقع روتن توميتوز (الإنجليزية)
- ديلان تشيتشك دنيز على موقع قاعدة بيانات الأفلام العربية
- ديلان تشيتشك دنيز على موقع ألو سيني (الفرنسية)
- ديلان تشيتشك دنيز على موقع قاعدة بيانات الفيلم (الإنجليزية)
- ديلان تشيتشك دنيز على موقع كينوبويسك (الروسية)